# 8942 Takagi
8942 Takagi eller 1997 BR2 är en asteroid i huvudbältet som upptäcktes den 30 januari 1997 av den japanska astronomen Takao Kobayashi vid Ōizumi-observatoriet. Den är uppkallad efter Yasuhiko Takagi.
Asteroiden har en diameter på ungefär 4 kilometer.